# Chazelet
Chazelet é uma comuna francesa na região administrativa do Centro, no departamento Indre. Estende-se por uma área de 12 km². Em 2010 a comuna tinha 127 habitantes (densidade: 10,6 hab./km²).